# Clojure
Clojure (вимовляється приблизно кложер, так само як англ. closure — Замикання) — сучасний діалект мови програмування Lisp. Це мова загального призначення, що підтримує інтерактивну розробку, зорієнтовану на функційне програмування, спрощує багатопотокове програмування, та містить риси сучасних скриптових мов.
Clojure працює на Java Virtual Machine і Common Language Runtime. Як і інші Lisp-подібні мови, Clojure розглядає код як дані і має потужну систему макросів.
Вихідний код компілятора Clojure, бібліотек і runtime-компонентів розповсюджується в рамках ліцензії Eclipse Public License.

## Філософія
Річард Гіккі розробив Clojure, оскільки йому був потрібен сучасний Lisp для функціонального програмування, розрахований на інтеграцію з розповсюдженою платформою Java й розроблений для паралельного програмування.
Підхід Clojure до паралельності характеризується концепцією тотожностей, що представляють серію незмінних станів протягом часу. Оскільки стани є незмінними значеннями, будь-яка кількість обробників може паралельно обробляти їх, і конкуренція зводиться до питання керування змінами від одного стану до іншого. З цією метою, Clojure надає декілька типів змінюваних посилань, кожен з яких має добре визначену семантику переходу між станами.

## Синтаксис
Як і інші Lisp-подібні мови, синтаксис Clojure побудовано на S-виразах (англ. S-expression), які в процесі синтаксичного розбору спершу перетворюються на структури даних за допомогою функції-читача (англ. reader), перш ніж компілюються. Clojure's reader підтримує літеральний синтаксис для хеш-таблиць, множин та векторів на додаток до списків, і вони передаються компілятору як є. Іншими словами, компілятор Clojure компілює не лише спискові структури даних, але й безпосередньо підтримує всі названі вище типи.
Clojure — Lisp-1, і не є сумісним за кодом з іншими діалектами мови Lisp.

## Макроси
Система макросів Clojure дуже схожа на використовувану в Common Lisp, з тією відмінністю, що версія синтаксичного цитування Clojure (з використанням знаку `) доповнює символи їхніми просторами імен. Це допомагає запобігти ненавмисному перехопленню імен, оскільки прив'язка до імен, доповнених простором імен, заборонена. Є можливість форсувати таке захоплення імен, але це має бути зроблено явно.
Clojure також не дозволяє переприв'язку глобальних імен з інших просторів імен, які були імпортовані в поточний простір.

## Можливості мови
- Компільована мова, що генерує байткод для JVM
  - Тісна інтеграція з Java: відкомпільовані в байткод JVM, програми на Clojure можуть пакуватися та запускатися на JVM-серверах без додаткових ускладнень. Мова також надає макроси, які полегшують використання наявного Java API. Всі структури даних Clojure реалізують стандартні інтерфейси Java, що робить простим запуск Java коду, розробленого на Clojure.
- Динамічна розробка з використанням REPL
- Функції як об'єкти першого класу
- Наголос на рекурсії замість циклів з побічним ефектом
- Ліниві послідовності
- Надає широкий набір незмінюваних персистентних структур даних
- Паралельне програмування з використанням програмної транзакційної пам'яті, система агентів, система динамічних змінних
- Мультиметоди (аналог перевантаження (англ. overloading) функцій), що підтримують динамічний вибір методу за типами та значеннями довільного набору аргументів (пор. звичайний об'єктноорієнтований поліморфізм, де вибір здійснюється за типом (фактично) першого аргументу)

## Варіанти
Реалізації Clojure для відмінних від JVM платформ:
- ClojureCLR,[6]
- ClojureScript,[7]
- las3r,[8]
- clojure-py,[9]
- rouge,[10]

## Приклади
Hello world!:
```
(
println
 
"Привіт, світе!"
)

```

Hello World з графічним інтерфейсом користувача:
```
(
javax.swing.JOptionPane/showMessageDialog
 
nil
 
"Привіт, світе!"
 
)

```

Thread-безпечний генератор унікальних серійних номерів:
```
(
let
 
[i
 
(
atom
 
0
)
]

  
(
defn
 
generate-unique-id

    
"Повертає унікальний числовий ID при кожному виклику."

    
[]

    
(
swap!
 
i
 
inc
)))

```

Анонімний субклас java.io.Writer, що не пише нікуди, і макрос, що використовує це для відключення друку в своїх межах:
```
(
def
 
bit-bucket-writer

  
(
proxy
 
[java.io.Writer]
 
[]

    
(
write
 
[buf]
 
nil
)

    
(
close
 
[]
    
nil
)

    
(
flush
 
[]
    
nil
)))

(
defmacro
 
noprint

  
"Обчислює задані вирази з відключеним друком в *out*."

  
[&
 
forms]

  
`
(
binding
 
[*out*
 
bit-bucket-writer]

     
~@forms
))

(
noprint

 
(
println
 
"Привіт, ніхто!"
))

```

10 тредів, що маніпулюють однією спільною структурою даних, яка складається з 100 векторів, кожен з яких містить 10 (початково послідовних) унікальних чисел. Кожен тред багато разів обирає дві випадкові позиції у двох випадкових векторах і обмінює їх.
Усі зміни векторів відбуваються в транзакціях шляхом використання системи програмної пам'яті транзакцій Clojure. Ось чому навіть після 100 000 ітерацій кожного треда жодне число не втрачено.
```
(
defn
 
run
 
[nvecs
 
nitems
 
nthreads
 
niters]

  
(
let
 
[vec-refs
 
(
vec
 
(
map
 
(
comp
 
ref
 
vec
)

                           
(
partition
 
nitems
 
(
range
 
(
*
 
nvecs
 
nitems
)))))

        
swap
 
#(
let
 
[v1
 
(
rand-int
 
nvecs
)

                    
v2
 
(
rand-int
 
nvecs
)

                    
i1
 
(
rand-int
 
nitems
)

                    
i2
 
(
rand-int
 
nitems
)
]

                
(
dosync

                 
(
let
 
[temp
 
(
nth
 
@
(
vec-refs
 
v1
)
 
i1
)
]

                   
(
alter
 
(
vec-refs
 
v1
)
 
assoc
 
i1
 
(
nth
 
@
(
vec-refs
 
v2
)
 
i2
))

                   
(
alter
 
(
vec-refs
 
v2
)
 
assoc
 
i2
 
temp
))))

        
report
 
#(
do

                 
(
prn
 
(
map
 
deref
 
vec-refs
))

                 
(
println
 
"Distinct:"

                          
(
count
 
(
distinct
 
(
apply
 
concat
 
(
map
 
deref
 
vec-refs
))))))
]

    
(
report
)

    
(
dorun
 
(
apply
 
pcalls
 
(
repeat
 
nthreads
 
#(
dotimes
 
[_
 
niters]
 
(
swap
)))))

    
(
report
)))

(
run
 
100
 
10
 
10
 
100000
)

```

Вивід попереднього прикладу:
```
(
[0
 
1
 
2
 
3
 
4
 
5
 
6
 
7
 
8
 
9]
 
[10
 
11
 
12
 
13
 
14
 
15
 
16
 
17
 
18
 
19]
 
...

 
[990
 
991
 
992
 
993
 
994
 
995
 
996
 
997
 
998
 
999]
)

Distinct:
 
1000

 

(
[382
 
318
 
466
 
963
 
619
 
22
 
21
 
273
 
45
 
596]
 
[808
 
639
 
804
 
471
 
394
 
904
 
952
 
75
 
289
 
778]
 
...

 
[484
 
216
 
622
 
139
 
651
 
592
 
379
 
228
 
242
 
355]
)

Distinct:
 
1000

```

Ханойська вежа. Функція, що генерує розв'язок задачі у вигляді лінивої послідовності, та форматований вивід результату:
```
(
defn
 
lazy-hanoi
 
[n
 
a
 
b
 
c]

  
(
lazy-seq

   
(
when-not
 
(
zero?
 
n
)

     
(
lazy-cat
 
(
lazy-hanoi
 
(
dec
 
n
)
 
a
 
c
 
b
)

               
[[a
 
b]]

               
(
lazy-hanoi
 
(
dec
 
n
)
 
c
 
b
 
a
)))))

(
defn
 
print-hanoi
 
[n
 
a
 
b
 
c]

  
(
doseq
 
[[from
 
to]
 
(
lazy-hanoi
 
n
 
a
 
b
 
c
)
]
 

         
(
printf
 
"%s -> %s;\t"
 
from
 
to
)))

```

Макрос, що здійснює обмін двох глобальних змінних. При кожному виклику макроса замість temp# підставляється новий унікальний ідентифікатор.
```
(
defmacro
 
swap
 
[a
 
b]
 

   
`
(
do
 
(
def
 
temp#
 
~a
)
 

        
(
def
 
~a
 
~b
)
 

        
(
def
 
~b
 
temp#
)))

```

## Відмінності від інших діалектів Lisp
- Clojure — мова, чутлива до регістру символів
- Clojure — Lisp-1 (для змінних та функцій використовується спільний простір імен — так само як у Scheme, але не в Common Lisp)
- () — не те ж саме, що й nil
- Рідер вільний від побічної дії.
- Ключові слова не є символами.
- Символи не є місцем зберігання даних (див. змінні).
- nil — не символ.
- t нема у синтаксисі, його функцію виконує true
- Таблиця читання зараз[коли?] недоступна для користувацьких програм.
- let здійснює зв'язування послідовно.
- do — не оператор циклу
- Хвостова рекурсія не підтримується, для її заміни можна використати recur (якщо процедура викликає сама себе) чи trampoline (якщо декілька процедур викликають одна одну).
  - recur являє собою перехід на початок процедури чи циклу з присвоєнням нових значень параметрів. Обов'язково має бути у «хвостовій» позиції, що контролюється транслятором.
  - trampoline — функція, що забезпечує взаємний виклик функцій без переповнення стеку. Функції, що взаємодіють через trampoline, не викликають одна одну безпосередньо, а повертають функцію-замикання, що містить виклик. Якщо результатом функції є функція, trampoline викликає її, повторює цикл вже з її результатом і т. д., якщо ж результат має інший тип, trampoline завершує роботу і повертає його.
- Синтаксичне цитування (syntax-quote, оператор `) здійснює розв'язку символів, доповнюючи їх просторами імен, тому `x — не те ж саме, що 'x.
- Синтаксичні цитати дозволяють автоматично генерувати символи.
- ~ (тильда) — розцитовування (unquote), тоді як ',' (кома) вважається пробілом.
- Існує синтаксис на рівні рідера для асоціативних таблиць (maps), множин та векторів.
- cons, first та rest маніпулюють з абстракцією послідовності, необов'язково з елементами cons.
- Більшість структур даних — незмінювані.
- Замість lambda використовується fn, що може мати декілька методів.
- = — предикат рівності (equality), що може порівнювати не лише числа, а й інші об'єкти.
- Всі (глобальні) змінні можна динамічно переприв'язувати без конфлікту з лексичними локальними прив'язками. Спеціальні оголошення для розрізнення динамічних та лексичних прив'язок — не потрібні . Оскільки Clojure — Lisp-1, (глобальні) функції можуть динамічно переприв'язуватись (перевизначатись).
- Нема letrec, labels чи flet — для посилання на себе використовується (fn ім'я [аргументи]…), для взаємних посилань — letfn.
- У Clojure nil позначає відсутність значення будь-якого типу і не прив'язаний до списків чи послідовностей.
- Порожні колекції не є еквівалентом nil. Clojure не прирівнює nil до '().
- false — одне з двох можливих булевих значень, інше — true
- Серед колекцій є не лише списки. Можуть існувати порожні колекції, деякі з них підтримуються літералами ([], {} та ()). Тому не може бути якогось сторожового значення порожньої колекції.
- Порівнюючи зі Scheme, nil можна розглядати як аналог #f.
- Найбільша відмінність Clojure — послідовності. Це не якийсь окремий тип колекцій, особливо враховуючи, що їм необов'язково бути саме списками. При спробі отримати з порожньої колекції послідовність її елементів (викликом seq) повертається nil. При спробі отримати з послідовності (на її останньому елементі) залишок (rest) буде повернуто іншу логічну послідовність. Перевірити, чи ця послідовність порожня, можна шляхом виклику seq. Це дозволяє послідовностям та протоколу послідовностей бути лінивими.
- Деякі функції для роботи з послідовностями відповідають функціям зі Scheme та CL, що маніпулюють лише з парами/cons ('списками') і повертають сторожове значення ('() або nil), яке представляє 'порожній' список. Їх результат у Clojure відрізняється тим, що повертається не специфічна порожня колекція, а інша логічна послідовність. Частина функцій для роботи з послідовностями не мають відповідників у Scheme/CL і являють собою Haskell/ML-подібні функції. Деякі з них повертають нескінченні або обчислювані послідовності, де аналогія з конкретними структурами даних, такими як списки у Scheme/CL, лише приблизна.
- Це допомагає відокремити колекції/структури даних від послідовностей/ітерацій. Як у CL, так і у Scheme вони об'єднані, у Clojure — відокремлені.